# Costa Rei
Costa Rei este o arie protejată (arie specială de conservare — SAC, sit de importanță comunitară — SCI) din Italia întinsă pe o suprafață de 0,52 ha, integral pe uscat.

## Localizare
Centrul sitului Costa Rei este situat la coordonatele 39°14′45″N 9°34′16″E / 39.245833°N 9.571111°E.

## Înființare
Situl Costa Rei a fost declarat sit de importanță comunitară în iunie 1995 pentru a proteja . Situl a fost protejat și ca arie specială de conservare în august 2019.

## Biodiversitate
Situată în ecoregiunea mediteraneană, aria protejată conține 3 habitate naturale: Dune de pe litoral fixate cu Crucianellion maritimae, Dune mobile cu vegetație embrionară, Vegetație anuală la limita mareei.
La baza desemnării sitului se află un număr nedeclarat de specii protejate:
Pe lângă speciile protejate, pe teritoriul sitului au mai fost identificate 1 specie de reptile.